# Rånåsfoss
Rånåsfoss este o localitate din comuna Sørum, provincia Akershus, Norvegia.